# Francesca Neri

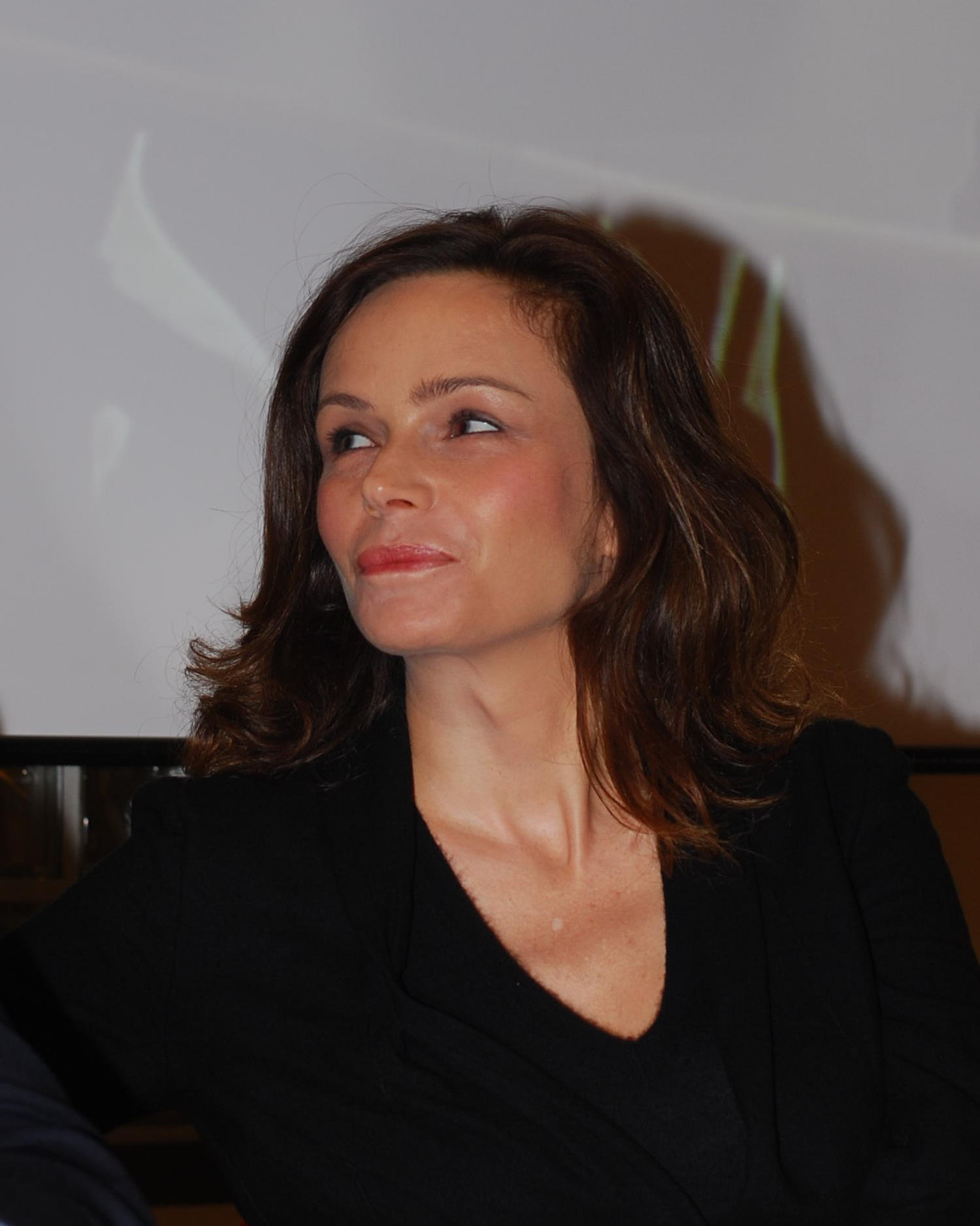
Francesca Neri

Francesca Neri (Trento, 10 februari 1964) is een Italiaanse actrice.
Neri won twee keer de Silver Ribbon Award voor Beste Actrice, een prijs van een nationale vereniging van filmjournalisten. De eerste keer won ze de prijs voor de film Pensavo fosse amore invece era un calesse uit 1991, de tweede keer voor Carne trémula uit 1997.
Daarnaast werd ze drie keer genomineerd voor de Premi David di Donatello (de Italiaanse nationale filmprijs). De eerste en tweede keer werd ze genomineerd voor de prijs voor Beste Actrice voor de films Dolce Rumore Della Vita II (1999) en Io Amo Andrea (1999). De derde keer werd ze genomineerd voor een prijs voor Beste Vrouwelijke Bijrol voor de film La Felicità non costa niente uit 2003.
Andere films waardoor ze bekend is geworden zijn ¡Dispara! (1993) en Las Edades De Lulú (1990). Na haar carrière in Europa speelde ze in 2001 voor het eerst mee in een Hollywoodfilm, namelijk de blockbuster Hannibal. Daarna speelde ze in nog enkele andere (gedeeltelijk) Amerikaanse films, waaronder Collateral Damage (met Arnold Schwarzenegger) en
Ginostra. De laatste jaren verschijnt ze weer wat vaker in Europese films, zoals het Italiaanse Il papà di Giovanna.